# Dolgensee (Heidesee)
Der Dolgensee, auch Trüber See genannt, ist ein Binnensee im Landkreis Dahme-Spreewald in Brandenburg, an dem verschiedene Ortsteile von Heidesee liegen. Er liegt zwischen Dolgenbrodt im Osten und Gussow im Westen. Der westliche Seeteil gehört zu Gussow, während der östliche Teil zu Dolgenbrodt gehört. Durch den See fließt die Dahme. Nahe gelegene Seen sind der Lange See im Osten und der Ziestsee im Norden.
Der Dolgensee ist Bestandteil der Bundeswasserstraße Dahme-Wasserstraße der Wasserstraßenklasse I; zuständig ist das Wasserstraßen- und Schifffahrtsamt Spree-Havel. Der Dolgensee bildet den Kern des Naturschutzgebietes Dolgensee, das zum Naturpark Dahme-Heideseen gehört. Im See befindet sich eine kleine Insel, die im 19. Jahrhundert bei der Vertiefung der Fahrrinne entstand. Ihr Ufer wurde 1995 erneut befestigt. Die Insel darf nicht betreten werden und dient Vögeln als Brutplatz. Südlich des Dolgensees verläuft die Bundesstraße 246.